# SMHBZ8
SMHBZ8 هي عاثية تحللية تُصيب بكتيريا العقدية الطافرة. وعُزلت في 2020.